# Ferdynand Zweig
Ferdynand Zweig (ur. 23 czerwca 1896 w Krakowie, zm. 9 czerwca 1988 w Londynie) – polski ekonomista i socjolog stosunków pracy.

## Życiorys
Urodził się w Krakowie w rodzinie żydowskiej jako syn Zachariasza i Salomei z Lednicerów. Ukończył gimnazjum Św. Jacka w Krakowie (1914), a następnie studia prawnicze i ekonomiczne na Uniwersytecie Wiedeńskim, które kontynuował na Uniwersytecie Jagiellońskim. W latach 1920–1921 pracował w Głównym Urzędzie Statystycznym. W okresie 1928–1939 wykładał ekonomię na Uniwersytecie Jagiellońskim; był aktywnym członkiem Krakowskiego Towarzystwa Ekonomicznego (krakowskiej szkoły ekonomicznej). Współpracował z Czasem, Czasopismem Prawniczym i Ekonomicznym, Przeglądem Współczesnym, a w 1927 objął funkcję redaktora gospodarczego w Ilustrowanym Kurierze Codziennym.
Po wybuchu II wojny światowej wyjechał do Wielkiej Brytanii, gdzie kontynuował działalność naukową w ramach polskiego Wydziału Prawa w Oksfordzie (do 1946); był stypendystą Uniwersytetu w Manchesterze. W latach 1953–1956 wykładał na Uniwersytecie Hebrajskim w Jerozolimie, a w latach 1964–1966 na Uniwersytecie Telawiwskim.
Członek Polskiego Towarzystwa Naukowego na Obczyźnie (od 1967).
Zmarł w Londynie.

## Ordery i odznaczenia
- Złoty Krzyż Zasługi (9 listopada 1931)[2]

## Publikacje
- Problem wartości (1921)
- Przerzucenie podatków (1923)
- System ekonomii i skarbowości Juliana Dunajewskiego (1925)
- Uniwersalizm w ekonomii (1926)
- O programie gospodarczym Polski (1926)
- Cztery systemy ekonomii (1932)
- The Economics of Consumers credit (London 1932)
- Die vier Systeme der Nationalökonomie (Berlin 1932)
- Ekonomia i technika (1935)
- Economics and Technology (London 1936)
- Zmierzch czy odrodzenie liberalizmu (1938)
- The Planning of Free Societies (1942)
- Historia doktryn ekonomicznych (Londyn, 1943)
- Labour, Life and Poverty (1948)
- Productivity and Trade Unions (1952)
- The British Worker (1952)
- The Worker in an Affluent Society (1961)
- The New Acquisitive Society (1976)